# Włodzimierz Smolarek
Włodzimierz Wojciech Smolarek (Aleksandrów Łódzki, 1957. július 16. – Aleksandrów Łódzki, 2012. március 6.) világbajnoki bronzérmes lengyel válogatott labdarúgó, csatár, edző. Fia, Euzebiusz Smolarek szintén válogatott labdarúgó.

## Pályafutása

### A válogatottban
1980 és 1992 között 60 alkalommal szerepelt a lengyel válogatottban és 13 gólt szerzett. Tagja volt az 1982-es és 1986-os világbajnokságon részt vevő csapatnak.

## Sikerei, díjai

### Játékosként
- Világbajnokság
  - bronzérmes: 1982, Spanyolország
- Lengyel bajnokság
  - bajnok: 1980–81, 1981–82
- Lengyel kupa
  - győztes: 1985
- Német kupa
  - győztes: 1988
- Az év lengyel labdarúgója
  - 1984, 1986